# Hōjō Tamio

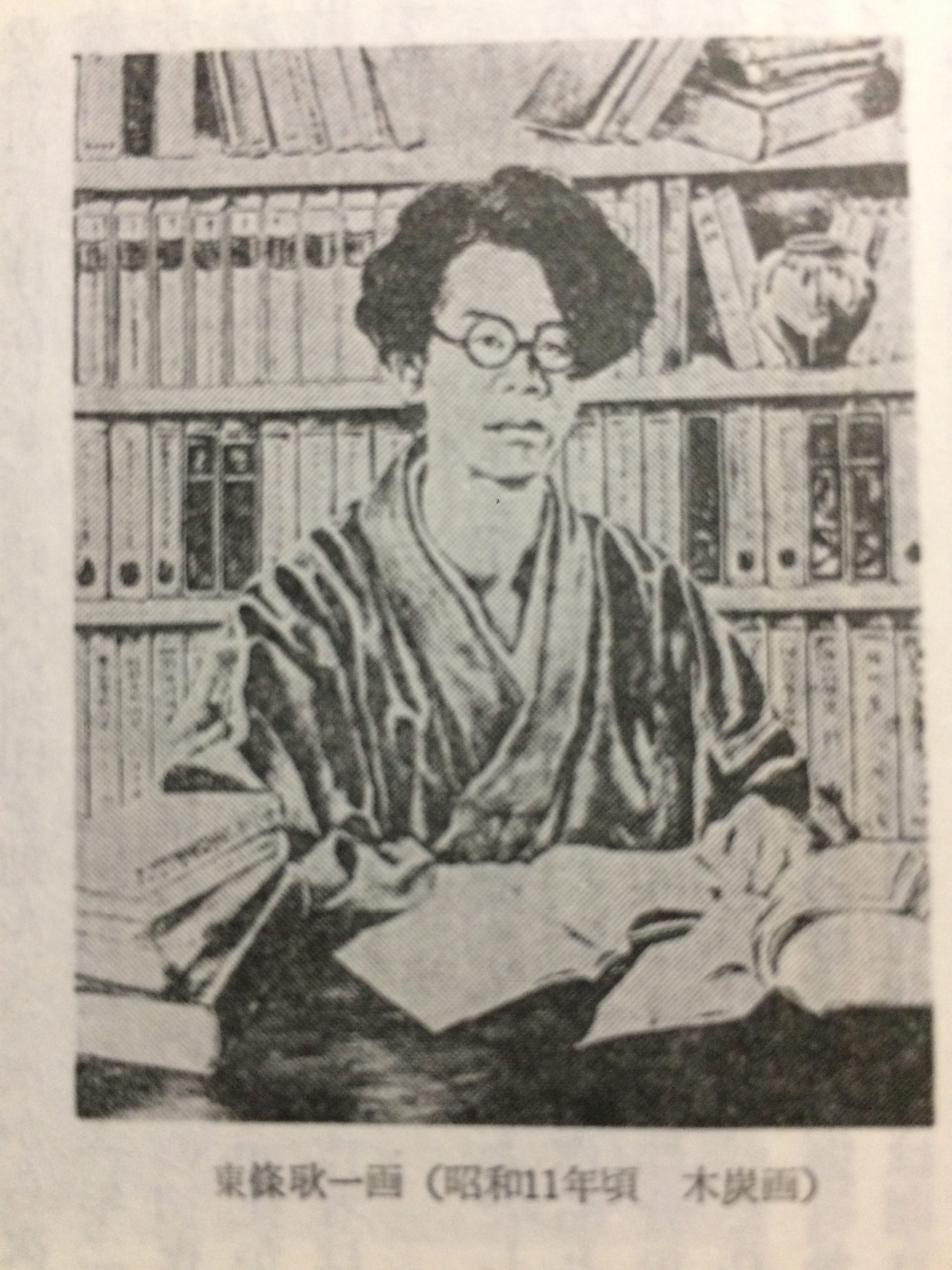
Hōjō Tamio

Hōjō Tamio (japanisch 北条 民雄; geboren 22. September 1914 in Seoul (Korea); gestorben 5. Dezember 1937 in Tokio) war ein japanischer Schriftsteller.

## Leben und Wirken
Hōjō Tamio wurde im damals unter japanischer Herrschaft stehenden Korea geboren. Er infizierte sich im Alter von 20 Jahren mit Lepra. Ermutigt durch Kawabata Yasunari verfasste er über seine Erfahrungen in Leprahospitälern den Roman „Maki rōjin“ (間木老人) – „Der alte Mann Maki“, der auf eigenen Erfahrungen basierte und der 1935 in dem Magazin Bungakukai (文学界) erschien.
Bis zu Hōjōs frühen Tod folgten die Romane „Inochi no shoya“ (いのちの初夜) – „Der erste Abend des Lebens“, „Rai Kazoku“ (癩家族) – „Eine Lepra-Familie“,  „Raiin jutai“ (癩院受胎) – „Schwanger in der Leprakolonie“, „Bōkyōka“ (望郷歌) – „Ein nostalgisches Lied“ und andere Werke.